# Giulio Boninsegni
Giulio Boninsegni (Sansepolcro, 7 aprile 1786 – San Miniato, 28 ottobre 1857) è stato un presbitero, storico e diplomatico italiano.

## Biografia
Nacque a Borgo Sansepolcro da Luigi e Domenica Beccherini. Si arruolò nell'esercito come guardia nobile napoleonica, ma fu poi ordinato sacerdote. Nominato vicario generale della diocesi di Ravenna, divenne arcidiacono della metropolitana di Pisa. Dal 1832 al 1841 insegnò storia ecclesiastica all'Università di Pisa, cattedra da lui inaugurata il 10 ottobre 1832. Subentrò a Gaetano Giorgini nella carica di provveditore generale della stessa Università, con decreto granducale del 3 ottobre 1841. Dalla fine del 1847 fu incaricato dal Granduca Leopoldo II di condurre una trattativa diplomatica col pontefice nel tentativo di costituzione di una lega politica italiana comprendente anche il Piemonte e stipulando un concordato fra la Toscana e la Santa Sede. Nel giugno 1848 venne eletto deputato nel collegio di Sansepolcro al Consiglio generale. Tra la fine del 1848 e l'inizio del 1849 curò a Pisa la riorganizzazione del Battaglione universitario toscano che aveva partecipato nel maggio alla battaglia di Curtatone e Montanara. Dopo la restaurazione granducale si dimise dalla carica di provveditore dell'Università di Pisa per divenire priore della chiesa conventuale dell'Ordine dei Cavalieri di Santo Stefano.

## Archivio
Presso la Biblioteca Nazionale Centrale di Firenze è conservato un fondo d'archivio contenente 420 lettere ricevute da Giulio Boninsegni tra il 1834 e il 1857, raccolte in 270 fascicoli. Altri due fascicoli contengono documenti di affari del 1856-1857 e atti, datati 1858, relativi all'eredità di Boninsegni. Il carteggio fu donato alla Biblioteca nel 1906 da Elvira Rosatelli, erede dello scrittore Giulio Piccini (Jarro), a sua volta discendente, tramite la madre Elisabetta Boninsegni, del destinatario delle lettere.